# الفقرة (قرية بن عودة)
الفقرة هي إحدى مشيخات المملكة المغربية، تتبع جغرافيا لإقليم القنيطرة وإداريًا لقرية بن عودة. يقدر عدد سكانها بـ 13685 نسمة حسب الإحصاء الرسمي للسكان والسكنى لسنة 2004.